# Mandžurijska ravnica
Mandžurijska ravnica ili Sjeveroistočna nizina (kineski: 东北平原)  je velika nizina na sjeveroistoku Narodne Republike Kine.

## Zemljopisne karakteristike
Mandžurijska ravnica proteže se nekih 1 000 km u smjeru sjever-jug, između masiva Veliki i Mali Hingan, sve do Zaljeva Liaodong u Žutom moru, široka je oko 400 km u smjeru istok - zapad.
Mandžurijska ravnica ima površinu od 350 000 km² i prosječnu nadmorsku visinu od 300 m.
Preko Mandžurijske ravnice protječu brojne rijeke od kojih su najveće Sungari, Nen i Liao.
Mandžurijska ravnica je najveći proizvođač soje u Narodnoj Republici Kini, od ostalih proizvoda uzgaja se još kukuruz, riža, pšenica, sirak, šećerna repa i lan.
Najveći gradovi u Mandžurijskoj ravnici su Harbin, Shenyang i Changchun.

## Vanjske poveznice
- Northeast Plain na portalu Encyclopædia Britannica (engl.)